# Dolmen von Son Bauló de Dalt
Der Dolmen von Son Bauló de Dalt ist ein um 1700 v. Chr. im Prätalayotikum entstandener Dolmen auf der spanischen Baleareninsel Mallorca. Er befindet sich im Industriegebiet von Son Bauló in der Nähe der Kreuzung der Straßen von Santa Margalida nach Can Picafort und von Alcúdia nach Artà.
Das auf Mallorca lange einzigartige Großsteingrab (span. sepulcro megalítico) hat eine 1995 entdeckte Parallele im Dolmen von S’Aigua Dolça und im Kollektivgrab von Ca na Costa (auf der Insel Formentera). 
Der Dolmen besteht aus einem äußeren Oval von 16 × 9,5 Meter von in den Boden eingelassenen Sandsteinplatten. Im Zentrum befindet sich eine große viereckige Steinkiste aus vier Platten. Der Zugang erfolgt über eine Vorkammer aus drei Seitensteinen und dem Seelenloch in der vierten Platte der Steinkiste. Das Denkmal wurde 1961 von Juan Camps Coll und Josep Mascaró Passarius entdeckt und 1964 von Guillermo Rosselló Bordoy ausgegraben. 
Zu den Funden gehören die Überreste von fünf menschlichen Körpern, Feuerstein, vortalayotische Keramik und Kupferobjekte.